# 沁阳市

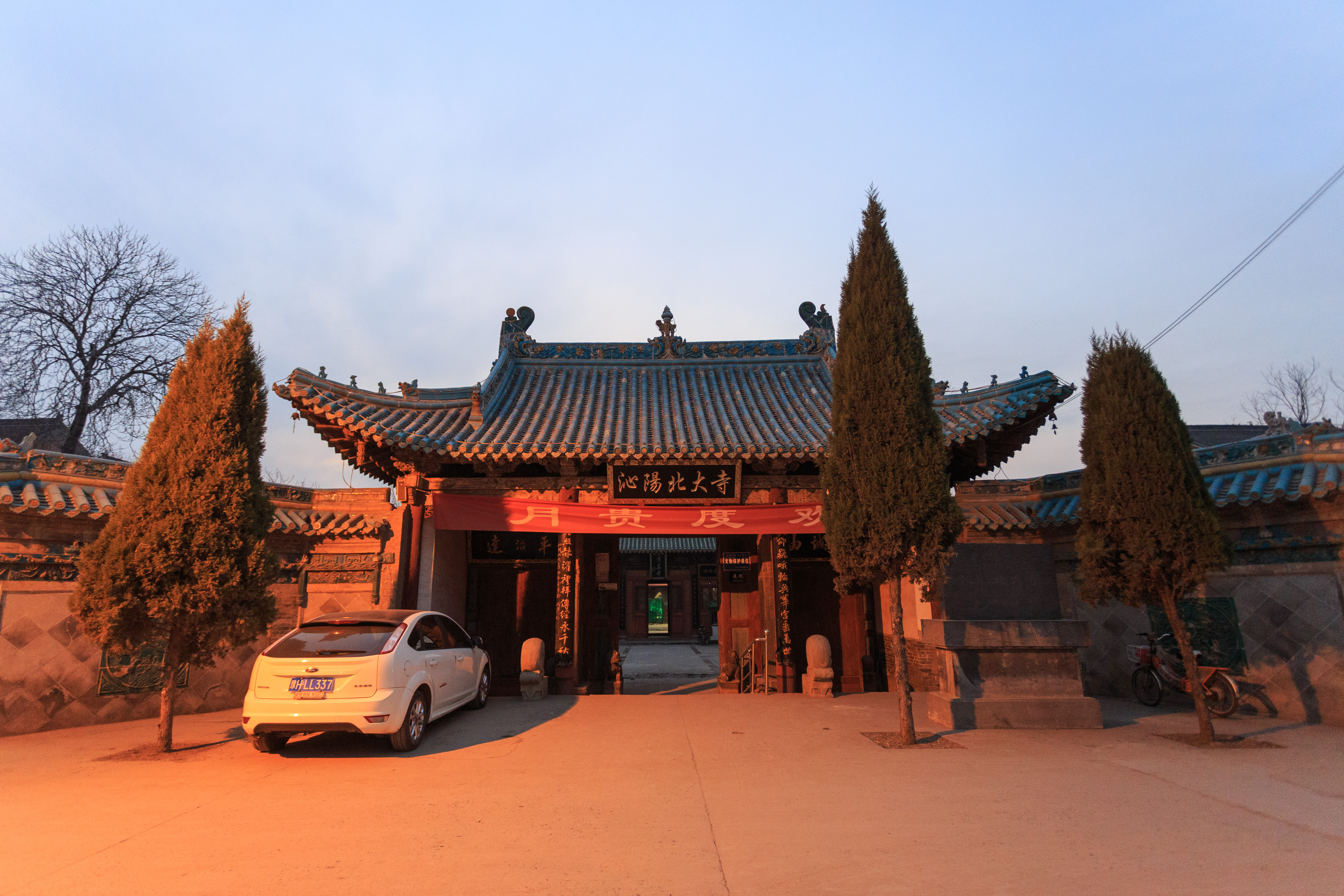
沁阳北大寺

沁阳市，自隋代至清代向称河内，民国时改为今名，位于中国河南省西北部，沁河下游，因处沁河之北（阳）而得名，是焦作市下辖的一个县级市。市政府驻覃怀街道县东街。

## 历史沿革
商代境内有盂方。
秦置野王县。
北魏天安二年（467年）置懷州，治所在野王縣。隋开皇十六年（596年），县名改为河內縣。
1126年12月10日（十一月二十五丙戌日）金將完顏宗翰攻克懷州，宋守將霍安國等堅決抵抗，完顏宗翰遂滅霍安國滿門。
1913年县名改为沁阳县。
1949年10月，中华人民共和国成立，沁阳属平原省新乡专署管辖。1952年11月15日平原省废，沁阳改隶河南省新乡专署。
1989年9月27日撤县立市。

## 人口
根據第七次人口普查數據，截至2020年11月1日零時，沁陽常住人口為447487人。有漢、回、壯、朝鮮、滿、土、納西、侗、苗、土家等10個民族成份，少數民族人口9327人，其中回族人口9297人。

## 经济
沁阳市为河南省较具实力的县市之一，2009年GDP总量为1,950,810万元（折合285,582万美元），位居河南各县（市）居第19位；人均GDP为42,801元（合6,266美元），居7位。

## 行政区划
沁阳市下辖4个街道办事处、6个镇、3个乡：
覃怀街道、怀庆街道、太行街道、沁园街道、崇义镇、西向镇、西万镇、柏香镇、山王庄镇、紫陵镇、常平乡、王召乡和王曲乡。

## 特产
沁阳自古为药材的集散地，以“怀药”驰名。
怀府闹汤驴肉：国家地理标志产品。闹汤驴肉是河南省汉族传统名吃，属于豫菜系。起源于河南沁阳城，相传至今有100多年历史。

## 名胜古迹
天宁寺三圣塔、清真北大寺、尧庙、尧泉、战国墓、太平军北伐指挥部旧址和紫金顶旅游胜地。